# Awatef Abdel Karim
Awatef Abdel Karim (en arabe : عواطف عبدالكريم), née le 8 février 1931 et morte le 24 avril 2021, est une compositrice égyptienne de musique classique contemporaine.
Elle est la première compositrice égyptienne à étudier la composition musicale. Elle écrit des œuvres pour piano, violon, chœur et orchestre. On lui doit aussi de la musique pour enfants. En 1991, elle succède à Gamal Abdel-Rahim à la présidence du département de composition et de direction du Conservatoire du Caire jusqu'en 1997. Une édition révisée de son livre, Music Appreciation of Nineteenth Century Music, est publiée en 2005 au Caire. Elle reçoit le prix du mérite d'État en juin 2006. Ses étudiants les plus connus sont Ahmed El-Saedi, Ali Osman et Mohamed Abdelwahab Abdelfattah.